# Atos
Atos — французская корпорация, специализирующаяся на системной интеграции, ИТ-консалтинге, аутсорсинге бизнес-процессов, облачных вычислениях, решениях в сфере безопасности и управления большими данными и производстве серверов. Компания Atos работает под брендами Atos, Atos | Syntel и Unify.

## История
Atos образована в 1997 году в результате слияния двух французских консалтинговых компаний, Axime и Sligos. В 2000 году название было изменено на Atos Origin вследствие слияния с нидерландской компанией Origin, которая была создана в 1996 году объединением компании BSO с подразделением Philips Communications & Processing (C & P). В 2002 году были куплены консалтинговые филиалы KPMG в Великобритании и Нидерландах. Затем, в 2004 году Atos Origin приобрела компанию SchlumbergerSema (подразделение ИТ-услуг Schlumberger), а также купила подразделение инфраструктуры компании ITELLIUM (дочернего предприятия KarstadtQuelle). В том же 2004 году компания создала новое дочернее предприятие Atos Worldline и переименовала свою консалтинговую деятельность как Atos Consulting. Также в 2004 году австралийский филиал был продан Fujitsu. В 2005 году Atos Origin продала компании WM-data свои активы в Скандинавии, которые стали частью компании с приобретением Sema Group. В следующем году операции на Ближнем Востоке были проданы местному менеджменту.
В декабре 2010 года Atos Origin объявила о покупке компании Siemens IT Solutions and Services (англ.) за 850 млн евро и завершила сделку в июле 2011 года, после чего вернулась к прежнему названию Atos.

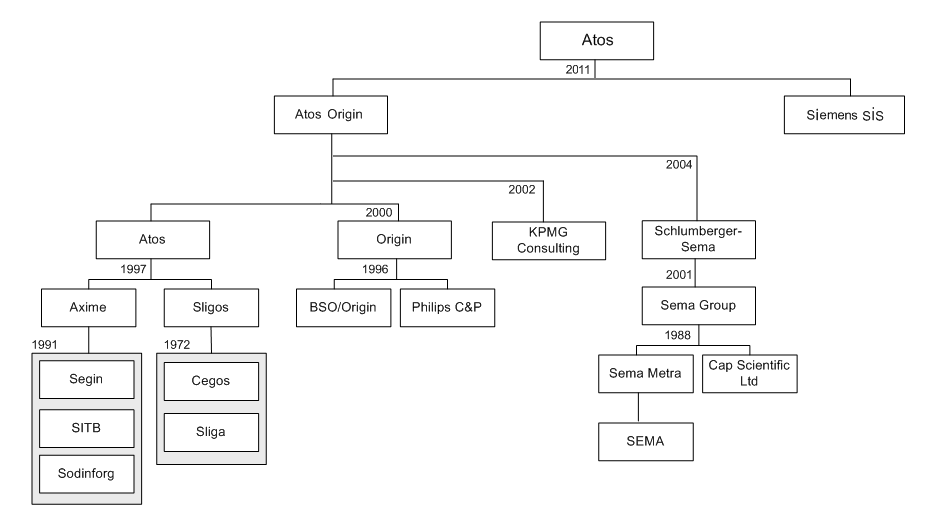
Схема слияний и поглощений Atos

В ноябре 2011 года Atos и поставщик программных услуг Ufida International Holdings создали совместное предприятие Yunano. Обе компании инвестировали по €5,7 млн, но доля Atos составила 70 % акций, а UFIDA — 30 %. Штаб-квартира совместного предприятия разместилась в Безоне, пригороде Парижа. В 2012 году Atos объявила о создании новой дочерней компании — Canopy.
В августе 2014 года компания Atos объявила, что приобрела контрольный пакет акций компании Bull, а в октябре того же года объявила о намерении выкупить все её акции.
19 декабря 2014 года Atos объявила о приобретении бизнеса ИТ-аутсорсинга корпорации Xerox за $1,05 млрд, утроив размеры своего североамериканского филиала. Сделка была завершена 30 июня 2015 года.
3 ноября 2015 года Atos объявила о намерении приобрести производителя корпоративных телекоммуникационных систем Unify; в начале 2016 года компания Unify вошла в состав группы компаний Atos. В 2018 году была поглощена компания Syntel, так появился бренд Atos | Syntel.
В феврале 2020 года Atos приобрела Maven Wave. В апреле 2020 года Atos купила компанию по обработке данных Miner & Kasch. В июне 2020 года была куплена ALIA Consulting, осуществлявшая консультации предприятиям в области энергетики и коммунальных услуг в Европе. В октябре 2020 года Atos приобрела сразу несколько компаний, включая EcoAct, Paladion, digital.security и SEC Consult. Крупнейшими приобретениями декабря 2020 года были Edifixio, Eagle Creek и Motiv ICT Security (Motiv).
В январе 2021 года Atos завершила приобретение канадской фирмы по кибербезопасности In Fidem. В феврале 2021 года Atos завершила приобретение Profit4SF. В мае 2021 года Atos объявила о приобретении трех компаний: Processia, Cryptovision и Ipsotek. В июле 2021 года Atos приобрела Visual BI и Nimbix. В сентябре 2021 года Atos приобрела компанию IDEAL GRP. В ноябре 2021 года была куплена компания DataSentic. В декабре 2021 года Atos завершила приобретение AppCentrica
В 2020-х годах в компании начался кризис, 2021 год Atos завершила с чистым убытком 2,9 млрд евро, а 2022 год — 1 млрд евро. Курс акций упал с максимума в 2020 году более 80 евро за акцию до 1,7 евро в начале 2024 года, за 2022 и 2023 год в компании сменилось 4 генеральных директора. Большое число поглощений привели к росту долга, в то же время попытки продать убыточные подразделения в начале 2024 года успеха не имели.

## Деятельность
Подразделения по состоянию на 2022 год:
- Tech Foundations — 53 % выручки;
- Digital — 34 % выручки;
- Big Data and Cybersecurity — 13 % выручки.

Регионы деятельности:
- Северная Европа и Азиатско-Тихоокеанский регион — 28 % выручки;
- Америка — 25 % выручки;
- Центральная Европа — 23 % выручки;
- Южная Европа — 21 % выручки.

### Отрасли
Компания Atos разрабатывает, собирает и обслуживает информационные системы для предприятий в различных отраслях:
- промышленное производство (аэрокосмический и автомобильный сектор, химическая промышленность, потребительские товары);
- ресурсы и услуги (энергетика, ЖКХ, гостиничный бизнес, розничная торговля, транспорт, логистика);
- финансовые услуги и страхование (банковская сфера, рынок капиталов, страхование);
- здравоохранение (медицинские компании, участники системы здравоохранения, исследовательская деятельность, фармацевтика и биотехнологии, медицинское оборудование);
- телекоммуникации и медиа (телекоммуникации, медиа, индустрия развлечений);
- государственный сектор (федеральное правительство, региональные органы власти, национальная безопасность, оборона, образование).

### Ключевые технологические направления
- «Облачные решения»;
- «Цифровое рабочее место»;
- «Практика SAP»;
- «Управление ЦОД и услугами хостинга»;
- «Практика Microsoft»;
- «Разработка и модернизация приложений»;
- «Сети и коммуникации»;
- «Аутсорсинг бизнес-процессов».

### Продукты
- Большие данные и кибербезопасность (Серверные решения Atos);
- Atos Unify (коммуникационное программное обеспечение и сервисы).

## Спонсорство
Компания Atos является ИТ-партнером Олимпийских и Паралимпийских игр с 2001 года. Atos, благодаря приобретению компании SchlumbergerSema, участвовал в Играх, начиная с Олимпийских игр в Барселоне в 1992 году. Atos был одним из 11 основных спонсоров Олимпийских игр с 2001 года.
Atos был назначен официальным спонсором Игр Содружества 2014 года в Глазго. 26 июня 2013 года «Glasgow Against Atos» занял одно из мест проведения Игр Содружества в знак протеста против спонсорства Atos.
Atos был официальным спонсором Игр Юго-Восточной Азии 2015 года в Сингапуре.
В феврале 2017 года Atos был назначен первым официальным спонсором чемпионата Европы по легкой атлетике 2018 года в Глазго. Компания получила контракт на сумму 2,5 млн фунтов стерлингов.

## Atos в России
В России компания присутствует более 30 лет и является поставщиком услуг по внедрению ERP-систем, специализированных отраслевых решений, услуг по поддержке бизнес-приложений различных систем и системной интеграции. Компания предоставляет также услуги по созданию и поддержке ИТ-инфраструктуры, ИТ-консалтингу и ИТ-аутсорсингу.
Atos в России являлся частью Atos Group до операционного выхода Atos из России. Топ-менеджмент выкупил локальный бизнес Atos в России и теперь работает независимо под брендом AUXO. Российское юридическое лицо продолжает самостоятельную работу независимо от глобальной организации Atos, при этом сохраняя партнерские отношения с ней.